# Johann Georg Seidenbusch

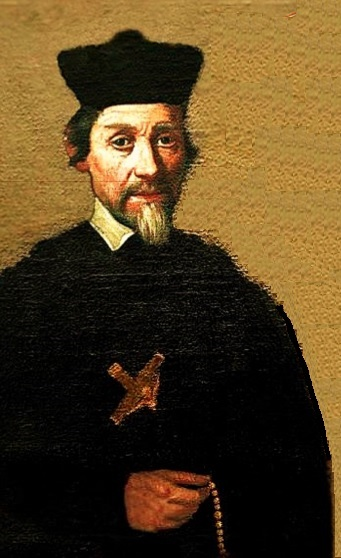
Johann Georg Seidenbusch, zeitgenössisches Gemälde

Johann Georg Seidenbusch (* 5. April 1641 in München; † 10. Dezember 1729 in Aufhausen) war eine prägende Person in der deutschen Kirchenlandschaft der Barockzeit.
1666 empfing er in seiner Heimatstadt die Priesterweihe. Sein Lebenswerk war das Oratorium in Aufhausen (siehe Kloster Aufhausen).

## Leben
Seine Kindheit verbrachte er in seinem Münchner Elternhaus. In gut-bürgerlichem Umfeld entwickelte er seine Liebe zu Christus und zur Kirche. 1659 schloss er seine Gymnasialstudien am Jesuitengymnasium München (heute: Wilhelmsgymnasium München) ab. Seine Entscheidung, Priester zu werden, stand für ihn relativ früh fest. 1666 empfing er nach seinem Theologiestudium in München die Priesterweihe. Als junger Priester, ein Jahr nach seiner Weihe, zog es ihn nach Aufhausen in der Nähe von Regensburg. Dort wurde er zum Pfarrer ernannt. Eine kleine Marienstatue, die er als Student aus einem Vorgängerbau der heutigen Bürgersaalkirche vor dem Wegwerfen gerettet hatte, brachte er mit nach Aufhausen. Für diese Marienstatue errichtete er eine kleine hölzerne Kapelle. Schon bei diesem einfachen Bauwerk zeigte er sein künstlerisches Geschick. Aus den einfach gestalteten Andachten, die er seit seiner Studienzeit vor seiner Marienfigur hielt, erwuchs die Wallfahrt Maria Schnee zu Aufhausen. Hier in Aufhausen entwickelte er neben seiner tiefen Frömmigkeit und seelsorglichem Gespür auch die Liebe zur Malerei. Vielen einflussreichen Zeitgenossen fiel sein Talent auf.
Am Wiener Kaiserhof beispielsweise waren seine Landschaftsbilder, Porträts und einfache fromme Andachtsbilder sehr beliebt. Es entstand hier zu den Habsburgern ein freundschaftliches Verhältnis. Auch als Komponist fand er dort großes Gefallen. Schließlich war es das Kaiserhaus, das den Druck seines ersten Büchleins mit geistlichen Gesängen förderte.
Seit dem Jahr 1672 hatte er eine Art Vita communis mit seinen Hilfspriestern begründet. Daraus erwuchs unter seiner Hand in Aufhausen ein Oratorium, das erste im deutschsprachigen Raum. Im Jahr 1701 entstand in Wien und 1707 auch in München ein Oratorium. 1672 wurde auch die erste eigene Kirche konsekriert, die Seidenbusch für seine Marienfigur und seine Kongregation errichtete.
Als er am 10. Dezember 1729 verstarb, hinterließ er eine lebendige Gemeinschaft nach dem Ideal des heiligen Philipp Neri und eine ebenso lebendige Wallfahrt. So kam es im Jahr 1736 zum Baubeginn der heutigen Wallfahrtskirche Maria Schnee, die 1751 geweiht wurde. Der Turm wurde erst 1761 vollendet. Der Baumeister der jetzigen Wallfahrtskirche war Johann Michael Fischer aus Burglengenfeld. Ein Kunstwerk besonderer Art ist das Altarbild der Madonna mit Kind, das wahrscheinlich aus der Dürerschule stammt. 
Das Oratorium in Aufhausen wurde im 19. Jahrhundert aufgehoben. Der letzte Konventsangehörige starb 1886. In den 2000er Jahren entstand eine Neugründung, die sich um die Aufnahme eines Seligsprechungsverfahrens für Seidenbusch bemüht.
Von Johann Georg Seidenbusch stammt die Urform des Salve-Regina-Lieds Gegrüßet seist du, Königin (GL 536).